# Iolanda de Dreux
Iolanda de Dreux (n. 1212–d. 1248) a fost prima soție a ducelui Hugo al IV-lea, care a fost duce de Burgundia între 1218 și 1271.
Iolanda era fiică a contelui Robert al III-lea de Dreux cu soția sa, Eleonora de Saint Valéry.
Printre copiii avuți de Iolanda cu soțul ei se numără: 
- Margareta, doamnă de Molinot (n. 1229–d. 1277), căsătorită cu contele Guillaume de Mont St Jean
- Odo, conte de Nevers și de Auxerre (n. 1230–d. 1266)
- Ioan (n. 1231–d. 1268), căsătorit cu Agnes de Dampierre
- Adelaida (n. 1233–d. 1273), căsătorită cu ducele Henric al III-lea de Brabant
- Robert (n. 1248–d. 1306), care a succedat la conducerea Ducatului de Burgundia